# Rogério Miranda Silva
Rogério Miranda Silva (Paragominas, 24 december 1984), ook wel kortweg Rogerinho genoemd, is een Braziliaans voetballer.

## Carrière
Rogerinho speelde gedurende zijn spelerscarrière voor tal van clubs in binnen en buitenland. Zo speelde hij voor Al-Wasl Club, Vissel Kobe en Qingdao Jonoon in het buitenland en voor tal van Braziliaanse ploegen, anno 2020 zit hij zonder ploeg.
Hij maakte zijn debuut voor Clube do Remo in 2004, maar stapte al snel over naar Figueirense waar hij tot 2008 onder contract stond. Maar hij werd twee keer uitgeleend eerst aan Paysandu en daarna aan Fortaleza. Hij verhuisde in 2008 naar Al-Wasl Club, maar ook hier werd hij vaker uitgeleend dan hij mocht spelen voor de club, achtereenvolgens speelde hij zo voor Ponte Preta, Fortaleza en Bahia.
Hij verhuisde in 2011 naar de Japanse club Vissel Kobe hij speelde er maar een seizoen en speelde tussen 2012 en 2015 voor maar liefst vijf clubs. Achtereenvolgens Ceará, Náutico terug Ceará, ABC FC en Paysandu.
Hij speelde in 2015 een seizoen in China bij Qingdao Jonoon, in 2016 keerde hij terug naar Brazilië en zette zijn carrière voort bij Capivariano FC, in 2016 volgde ook nog AD Confiança waar hij bleef spelen tot in 2017. Van 2017 tot 2019 speelde hij voor Resende FC en in 2019 nog kort voor Uberlândia EC.